# Austevolls kommun
Austevolls kommun (norska: Austevoll kommune) är en kommun i Vestland fylke i västra Norge med 4 395 invånare år 2008. Den består av totalt 667 öar av varierande storlek, varav Huftarøy, Selbjørn, Hundvåkøy, Stolmen, Storekalsøy, Drøna, Rostøy, Møkster, Litlekalsøy och Lunnøy har fast bosatt befolkning och många fler öar har fritidshus. Kommunens centralort är tätorten Storebø.

## Administrativ historik
Austevoll blev egen kommun år 1886 genom utbrytning ur Sunds kommun. År 1964 blev en del av de södra öarna Huftarøy och Selbjørn överförda från Fitjars kommun till Austevoll skommun. Austevolls centralort var ursprungligen Bakholmen men är sedan 1963 Storebø, på norra Huftarøy. Namnet på kommunen var år 1886 Østervold. År 1889 bytte kommunen namn till Austevold. Stavningen Austevoll började användas från och med 1917.

## Näringsliv
Austevolls kommun har ett betydande fiske. Austevoll har en mycket stor fiskeflotta med 25 stora fartyg. I kommunen sker även fiskodling i stor skala. Austevoll har tre stora offshore-bolag med DOF ASA som det största och därefter North Sea Shipping och Shipman. Jordbruket är blygsam och kännetecknas av små gårdar och den genomsnittliga storleken på gårdarna i kommunen är bara hälften av genomsnitt i Vestland fylke.

## Tätorter
I Austevolls kommun finns tre tätorter:
- Bekkjarvik
- Rabben-Veivågen
- Storebø (centralort)

## Socknar
Inom Norska kyrkan motsvaras Austevolls kommun av Austevolls socken i Fana prosteri i Bjørgvins stift.

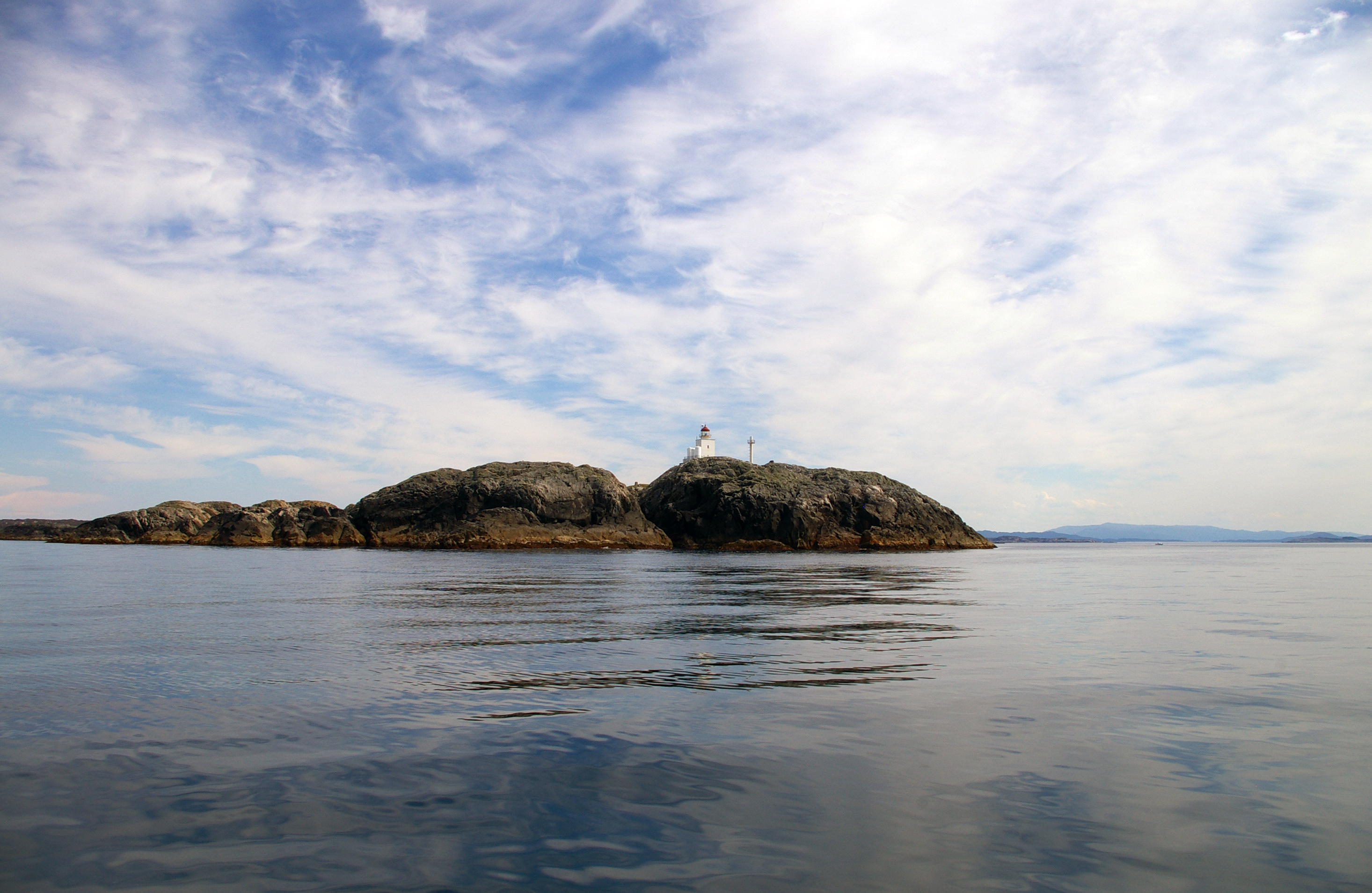
På bilden syns Marsteins fyr från 1887.